# Malayali
Malayali su dravidski narod nastanjen u indijskoj državi Kerala, i u još 15 drugih država širom svijeta. U Indiji Malayali broje oko 36,060,000 (2005), u ostalim državama ima ih u Ujedinjenim Arapskim Emiratima (420,000); Kuvajtu (155,000); Omanu (113,000); Maleziji (38,000);  Bahrein (24,000); Ujedinjenom Kraljevstvu (21,000); Mianmaru (21,000); Sjedinjenim Državama (16,000); Singapuru (10,000) i drugdje.
Tradicionalna nošnja Malayali-žena su šest-metarske tkanine od svile ili pamuka, poznata kao sari. Kod muškaraca tradicionalna je 'kasavu mundu' ili 'mundu' (danas raširen većinom samo u ruralnim zajednicama,), na gornji dio dolazi 'melmundu', i na nogama se nose drvene papuče ili natikače "Methiyadi". Veoma su ponosni na svoje fino njegovane brkove koje ima preko 90% muškaraca.  
Jedan od najpoznatijih festivala Malayalija je žetveni festival Onam. To je vrijeme kada narod u Kerali svu aktivnost usmjerava na glazbu, ples, sport, utrke brodovima i dobru hranu. Onam pada na malayalamski mjesec Chingam, a traje od kraja kolovoza do početka rujna. Žene tada oblače nove sarije, kuće se moraju potpuno očistiti i okititi 'pookkalam'-om (pookalam), cvjetnom-sagom, a hrana se poslužuje u lišću od banana. Glavna atrakcija je  “Vallamkali”, velika utrka brodova. Stotine ljudi vesla na velikim brodovima i udaraju u bubnjeve.
Među Malayalima je raširen matrijarhat, i žene uživaju veoma visok ugled u društvu. Pismenost je 100%.-tna, a Kerala je jedna od najperspektivnijih država Indije. 
Jezik naroda Malayala naziva se malayalam i član je dravidske porodice jezika.

## Vanjske poveznice
- Foto galerija pookkalam
- Foto galerija Vallamkali